# Juan de Beauves

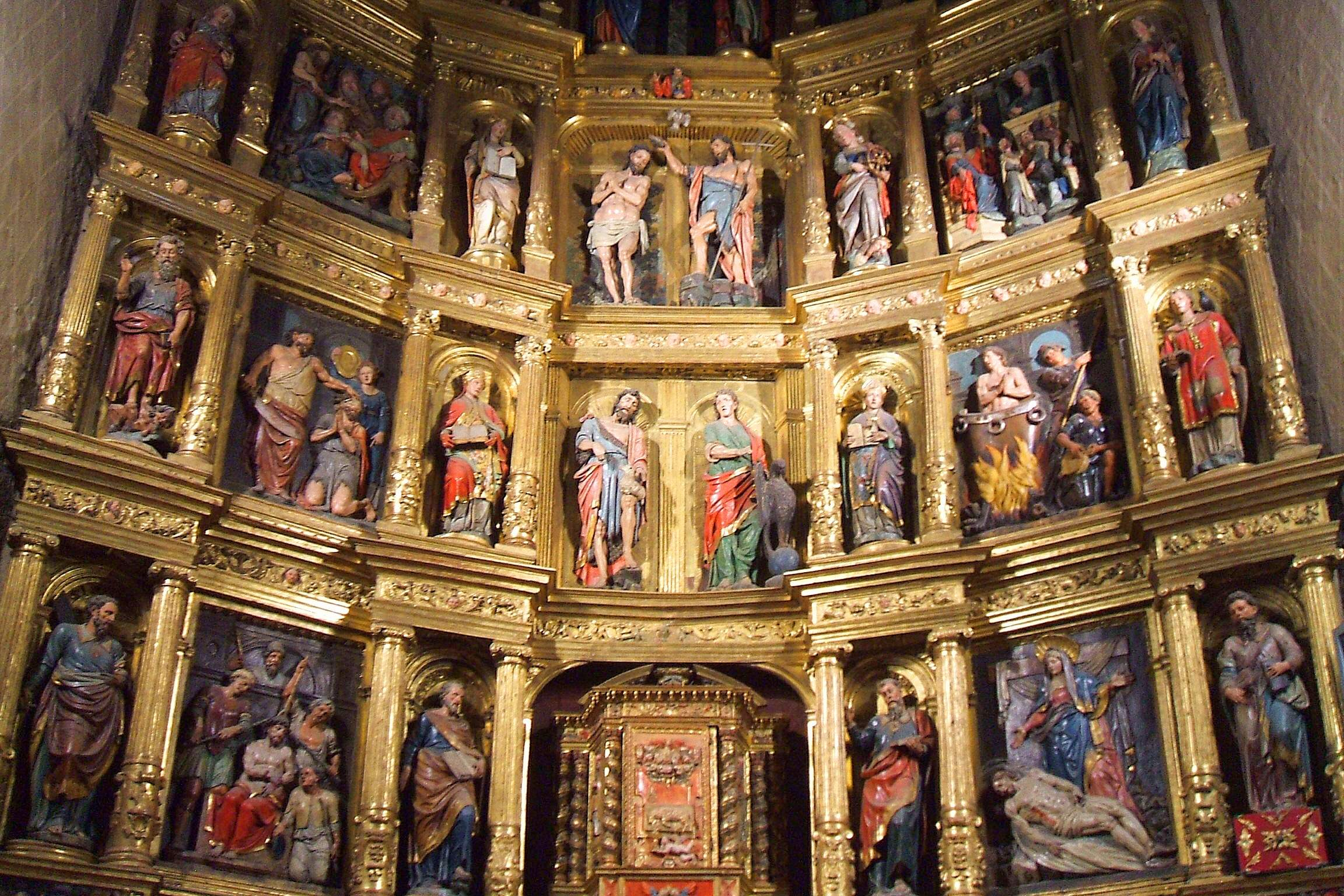
Retablo mayor de la iglesia de San Juan Bautista de Estella (Navarra), cuyas esculturas son obra de Juan de Beauves.

Juan de Beauves (1522-1592)  conocido también como fray Juan de Beauves, fue escultor  imaginero, hijo del escultor Peti Juan de Beauves, de origen francés, con taller afincado en Pamplona.  Le apodaban fray o fraile, a pesar de no ser religioso. Toda su obra escultórica se realizó  en la Comunidad Foral de Navarra. Su trabajo estuvo unido siempre por la colaboración con otros escultores del renacimiento en Navarra, como Pierres Picart, Pedro  de Moret, Lope Larrea y Miguel de Espinal,  este último cuñado  de Beauves  por su matrimonio con Catalina de Beauves.

## Historia
Sus primeros inicios en el oficio los realizó en el taller de su  padre, tallista que había participado en la sillería de la catedral de Pamplona junto a Esteban de Obray.  Más tarde, su padre  firmó un contrato,  con fecha 1 de julio de 1533, con el escultor Gabriel Joly, también de origen francés, para que terminase su aprendizaje en el taller que este escultor tenía en Aragón, donde permaneció durante cuatro años. Esta formación le dejó un estilo de gran expresión dentro de un cierto clasicismo.
Pasados estos años regresó primero a Pamplona junto a su padre y enseguida emprendió una vida como ermitaño viviendo en diferentes ermitas de la región. Él se firmaba «el fraile» y así empezó a ser conocido, pero nunca perteneció a ninguna orden; su vida nómada le hizo cambiar de residencia allá donde le surgía un nuevo trabajo, así se sabe que estuvo en las ermitas de San Salvador de Villanueva de Araquil, de San Jorge en extramuros de Pamplona, Estella, Lumbier, Irañeta,  Salvatierra (Álava) y Pamplona.

## Obras
Realizó el retablo de Unzu en 1559, que recientemente se ha documentado como obra suya, donde esculpe un solo grupo escultórico representando la Coronación de la Virgen, por su hijo Jesucristo entre San Juan Bautista y San Jerónimo, sobre ellos se encuentra el Padre Eterno. Se nota en las imágenes la influencia de Joly por sus expresiones y sus anatomías musculosas, para la escena se inspiró con ciertas variantes,(como se solía hacer frecuentemente en el renacimiento español) en un grabado de Marcantonio Raimondi sobre un original de una obra de Rafael.
Beauves trabajó siempre en segundo plano, en colaboración con otros escultores, y siempre pudo demostrar su calidad profesional, siendo un gran especialista en imágenes marianas, con los rostros de una dulzura semejante al tipo rafaelesco. También dentro de la imaginería de la época destacan sus esculturas del Crucificado de una excelente anatomía. Así se aprecia en el retablo de San Juan de Estella  contratado en 1563, en colaboración con Pierre Picart que hizo la parte arquitectónica, donde realiza un gran desnudo del Cristo de la Quinta Angustia. Trabajan también juntos estos dos artistas en el retablo mayor del monasterio de Santiago de Pamplona. Los relieves de la Flagelación y la Resurrección del banco del retablo presentan un Cristo tratado de una manera muy similar al de la Piedad del retablo de San Juan de Estella. Se aprecia así mismo en el relieve de la Pentecostés, una línea que se aproxima al relieve del Santo Entierro conservado en el Museo Marés de Barcelona y que ha sido atribuido a Beauves recientemente. Reciben  en 1570, de la comunidad de los dominicos,  como pago 1300 ducados cada uno. Esta obra visitada por Antonio Ponz hacia 1780,  fue elogiada por este gran viajero.  Tres años más tarde de su visita, fue reformada su estructura según el gusto barroco:

El retablo mayor de la iglesia de los P. P. Dominicos es en estilo medio, digno de consideración por sus baxos relieves y cuerpecitos de arquitectura. No es poco que no haya tenido mal paradero, como otros infinitos de esta clase; y del que estuvo amenazado, para poner en su lugar una mamarrachada, como es la arquitectura de los otros retablos.
Ponz, Antonio (1792): Viaje fuera de España, tomo II, Madrid, p. 340.

El retablo de Ochagavía, fue contratado por el escultor Miguel de Espinal y contó también con Beauves como colaborador. Fue realizado entre los años 1574 y 1578. Es uno de los más bellos retablos de la producción navarra entre la transición de las dos épocas del  renacimiento expresivo y el romanista. Muestra en su parte escultórica escenas de la vida de los Santos Juanes, titulares de la iglesia y de la vida de Cristo con un relieve de la Piedad muy semejante a la Piedad del Vaticano realizada por Miguel Ángel con una composición muy clasicista en todo su conjunto.
Colaboró en otros retablos junto con otros artistas  como el entallador de Pamplona Pedro de Moret, con el que realizó el retablo de la parroquia de Lumbier y el de Tabar, cuyo contrato se firmó en 1563.